# Wonder Woman (film, 2017)
A Wonder Woman 2017-es amerikai szuperhős kalandfilm, mely az azonos nevű képregényhős első egész estés élőszereplős mozifilmje. 
Az Amerikai Egyesült Államokban 2017. június 2-án mutatták be, míg Magyarországon egy nappal korábban, június 1-jén. A címszerepet Gal Gadot alakítja, a további szerepekben pedig Chris Pine, Connie Nielsen, Robin Wright, Lucy Davis és Lisa Loven Kongsli látható. A filmet Patty Jenkins rendezte. 
A Wonder Woman önálló filmje azután kapott zöld utat, hogy a karakter 2016-ban Gadot alakításában epizódszerepben felbukkant a Batman Superman ellen – Az igazság hajnala című filmben.
A film folytatása a Wonder Woman 1984, amelyet 2020-ban mutattak be a mozikban.

## Cselekmény
Diana themüszkirai hercegnő, az amazonok királynőjének, Hippolütének a lánya, aki Themüszkirán, az amazonok szigetén él, amazontársaival együtt itt vált belőle is rettenthetetlen harcos. Az első világháború idején Steve Trevor, az amerikai légierő vadászpilótája és kéme a sziget közelében lezuhan egy német repülőgéppel a tengerbe, ahonnan Diana menti ki. A szokatlan megismerkedés után Trevor figyelmezteti az amazonokat, hogy a háború őket is veszélyezteti, ezért Diana Trevorral tart a külvilágba, hogy elejét vegyék a begyűrűző háborúnak…
Steve Trevor a lezuhanását megelőzően megszerzi Méreg professzor feljegyzéseit, amit el akar juttatni Londonba, a főparancsnokhoz. Így Diana kénytelen ide követni. Londonban Trevor új ruházattal látja el Dianát, hogy ne keltsen feltűnést szokatlan öltözékével. A politikusok és tábornokok tanácskozásáról Dianát kitessékelik (mivel ezeken nők nem vehetnek részt).  A feljegyzések oszmán-török és sumér nyelvek keverékével vannak leírva, amit a szakértők nem tudnak megfejteni. Azonban Diana (aki több száz nyelven beszél) elolvassa Méreg professzor egyik receptjét egy újfajta mustárgázról, amiben kén helyett hidrogént alkalmaznak. Trevor azt javasolja, hogy keressék meg a mustárgázt előállító gyárat (ami valahol Belgiumban van) és pusztítsák el, mielőtt azt a németek a fronton alkalmazni tudnák, mert az új gáz ellen hatástalan a gázálarc. A főparancsnok azonban megtiltja az akciót, mivel a németekkel már folyamatban vannak a béketárgyalások. Trevor ezért magánakcióba kezd, összeszedi a barátait, akiknek nagy összegű pénzt ígér, azonban ők is tisztában vannak az öngyilkos küldetés veszélyeivel. Sir Patrick Morgan titokban pénzzel támogatja az akciót.
A harctér felé haladva Dianát elborzasztja a rengeteg szenvedés látványa, és mindenkin segíteni akar, de Trevor sürgeti, hogy haladjanak tovább.
Egy olyan lövészárokba érkeznek, ahol már egy éve állóháború zajlik, mert a szemközti lövészárokban a német katonák jól be tudják lőni a sima terepet. Diana azonban támadásba lendül és kézvédőivel elhárítja a német puskák lövedékeit, még a golyószóróét és a tarackét is. Haladását látva az angol hadsereg rohamozni kezdi a németeket. 
Majd a maroknyi csapat nemsokára egy kisvároshoz érkezik, ahol pár géppuskafészek felszámolása után a templomtoronyban lévő mesterlövész is megsemmisül (a toronnyal együtt, ahova Diana felrugaszkodik a többiek segítségével).
Trevor beszél telefonon titkárnőjével, aki az angol hírszerzés információi alapján elmondja, hogy Erich Ludendorff gálaestet rendez egy közeli kastélyban. Trevor és Diana álruhát szereznek és gond nélkül bejutnak. Trevor próbál a német professzornő bizalmába férkőzni, de az nem mond neki semmit. Diana meg akarja ölni a tábornokot, mert meggyőződése, hogy ő Arész, akinek a halálával a háború megszűnik. Azonban Trevor megakadályozza a merényletet. Az estély végén ágyúból mérgező lövedéket lőnek ki, ami egy közeli település civil lakosságát kiirtja. Dianát elborzasztja a mészárlás (neki nem árt a mérges gáz). 
Megtalálják egy német támaszponton Ludendorffot, akit Diana némi kézitusa után leszúr abban a hitben, hogy Arészt öli meg (akit szent kötelessége megölni). Azonban a háborús mozgolódás folyik tovább. Diana ráébred, hogy tévedett. Trevor próbálja meggyőzni, hogy a háború nem egyetlen ember (vagy isten) műve, hanem az emberek néha jók, néha gonoszak, a háborút ők maguk okozzák.
Majd ugyanabban a megfigyelőtoronyban, ahol Diana Ludendorffot megölte, megjelenik Sir Patrick Morgan, és bevallja, hogy ő Arész, a háború istene. Feladatának tekinti, hogy a Földet megszabadítsa a gonosz emberiségtől, ami után a háborítatlan Földet újra a természet uralná. Diána azonban nem akarja az emberiség elpusztítását, ezért szembeszáll Arésszel, aki sokkal erősebb nála, a küzdelem kiegyenlítetlen.
A támaszpontról egy német repülőgép készül felszállni, telerakva mérges gázt tartalmazó bombákkal, amit London fölött akarnak időzítéssel felrobbantani, ahol 50 km-es körzetben minden élőlény meghalna. A kis csapat meg akarja ezt akadályozni. Trevor elbúcsúzik Dianától és felszáll a gépre, majd a levegőben felrobbantja saját magával együtt. Diana ezt meglátva haragra gerjed, és óriási energiát gyűjt magába, amivel elpusztítja Arészt.
Később Londonban a kis zászlókkal spontán ünneplő tömegben feltűnnek a kis csapat megmaradt tagjai és egy fényképekkel ellátott falon észreveszik Trevor fényképét egy repülőgép mellett, ahol búcsút vesznek tőle.
Sokkal később, a modern Párizsban Diana egy értékes tárgyat kap Bruce Wayne-től: egy fényképet, ami a kis csapatot ábrázolja (köztük őt magát) a templomtorony ostroma utáni órákban. Majd Diana újabb küldetésre indul.

## Szereplők
| Szerep             | Színész            | Magyar hang       | Leírás |
| ------------------ | ------------------ | ----------------- | --- |
| Diana              | Gal Gadot          | Horváth Lili      | (Wonder Woman, de ez a filmben nem hangzik el), themüszkirai hercegnő és amazon harcos                                                            |
| Steve Trevor       | Chris Pine         | Zámbori Soma      | Az amerikai légierő vadászpilótája, egyúttal brit kém                                                                                             |
| Hippolüté          | Connie Nielsen     | Tóth Enikő        | Az amazonok királynője és Diana anyja |
| Antiopé            | Robin Wright       | Ullmann Zsuzsa    | Hadvezér, Hippolüté testvére, Diana nagynénje |
| Etta Candy         | Lucy Davis         | Nyírő Beáta       | Trevor titkárnője Londonban |
| Menalippé          | Lisa Loven Kongsli | Trokán Nóra       | Antiopé hadnagya |
| Sir Patrick Morgan | David Thewlis      | Gyabronka József  | Angol nemes, aki látszólag fegyverszünetet próbál kötni a németekkel, valójában ő Arész, a háború istene, aki el akarja pusztítani az emberiséget |
| Erich Ludendorff   | Danny Huston       | Kőszegi Ákos      | Kegyetlen tábornok a német hadseregben |
| Isabelle Maru      | Elena Anaya        | Solecki Janka     | Más néven Méreg professzor, tudós, aki mérgekkel kísérletezik, Ludendorff szövetségese                                                            |
| Sameer             | Saïd Taghmaoui     | Nagypál Gábor     | Titkos ügynök, Steve Trevor szövetségese |
| Charlie            | Ewen Bremner       | Karácsonyi Zoltán | Iszákos mesterlövész, Steve Trevor szövetségese                                                                                                   |
| Főnök              | Eugene Brave Rock  | Csankó Zoltán     | Opportunista indián, aki kényszerűségből a háború mindkét oldalán kereskedik                                                                      |

Doutzen Kroes modell és Ann Wolfe női ökölvívó amazonokat alakítanak a filmben.

## Fogadtatás
A film az IMDb-n 8,1/10-es osztályzatot kapott, 157 224 szavazat alapján. A Rotten Tomatoes oldalán 91%-on áll, 95 539 szavazat alapján. A Metacritic-en pedig 7,9/10, 1254 szavazat alapján.

## Fordítás
- Ez a szócikk részben vagy egészben  a   Wonder Woman (2017 film) című angol Wikipédia-szócikk fordításán alapul.  Az eredeti cikk szerkesztőit annak laptörténete sorolja fel. Ez a jelzés csupán a megfogalmazás eredetét és a szerzői jogokat jelzi, nem szolgál a cikkben szereplő információk forrásmegjelöléseként.